# ガリレア (小惑星)
ガリレア (697 Galilea) は小惑星帯に位置する小惑星である。ハイデルベルクでヨーゼフ・ヘルフリッヒによって発見された。
当初はMontaukと命名されたが、ガリレオ・ガリレイがガリレオ衛星を発見してからちょうど300年目の年に発見されたことを記念して1946年10月1日に改名された。